# Michael Cleveland
Michael Cleveland (Henryville, Indiana, EUA, 18 de setembre de 1980) és un violinista estatunidenc de bluegrass.

## Guardons
| Any  | Premi  | Àlbum        | Categoria                 | Ref   |
| ---- | ------ | ------------ | ------------------------- | ----- |
| 2020 | Grammy | Tall Fiddler | Millor àlbum de bluegrass | [ 2 ] |